# Vulcão de Nova Iguaçu

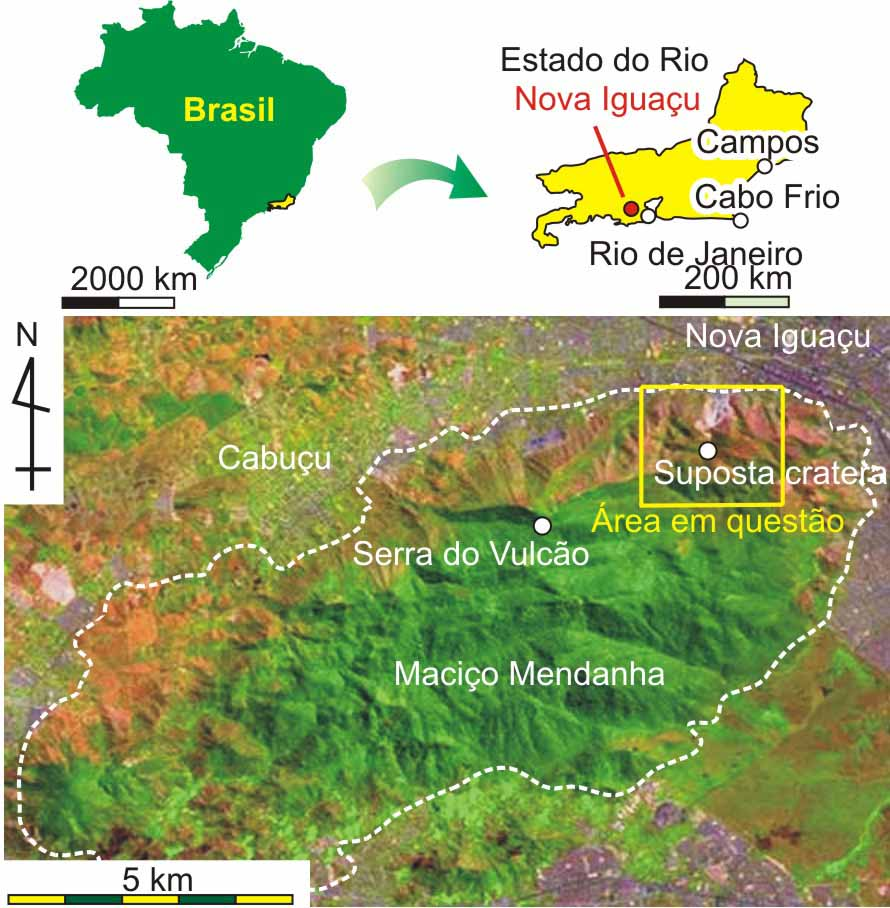
Mapa de localidade da ocorrência de rochas vulcânicas, Município de Nova Iguaçu, estado do Rio de Janeiro, Brasil

O Vulcão de Nova Iguaçu é uma hipótese de trabalho para interpretação geológica das rochas vulcânicas, especialmente rochas piroclásticas, que ocorrem no limítrofe nordeste do maciço Mendanha, no Estado do Rio de Janeiro, Brasil. A partir de 2004 até 2008, esta hipótese foi discutida em comunidades científicas de geologia entre os grupos a favor e contra, sendo uma questão em aberto.
Em 1980, Victor Carvalho Klein e André Calixto Vieira, propuseram um vulcão extinto com cone vulcânico, cratera vulcânica e bomba vulcânica em Nova Iguaçu. A partir de 2004 a mídia divulgou esta hipótese, resultando um fenômeno social. Ocorreu também um movimento para registrar o Parque Municipal de Nova Iguaçu à UNESCO como o "Geoparque do Vulcão de Nova Iguaçu". Entretanto, a partir de 2006 as publicações em periódicos científicos de autoria de Akihisa Motoki, Rodrigo Soares, Susanna Eleonora Sichel, José Ribeiro Aires, etc. revelaram que as rochas com aparência de origem eruptiva são, de fato, constituintes de corpos intrusivos subvulcânicos, demonstrando inexistência de cratera, cone, bomba vulcânica, lava e fluxo piroclástico e, consequente inexistência do referido vulcão extinto. Até 2009, nas comunidades acadêmicas as discussões acima citadas foram concluídas com a inexistência do Vulcão de Nova Iguaçu. Foram publicados em periódicos científicos qualificados cinco artigos com a opinião contra e zero artigo com a opinião a favor da hipótese do existência do suposto edifício vulcânico .
Havia erupções vulcânicas explosivas nesta região, com provável formação de edifícios vulcânicos na superfície daquele tempo, entretanto o intenso evento posterior de soerguimento regional e denudação eliminaram completamente a morfologia e os depósitos eruptivos daquele tempo, expondo a estrutura subterrânea na superfície atual. Os corpos geológicos presentes no Parque Municipal de Nova Iguaçu constituíam câmara magmática e condutos subvulcânicos por 3 km de profundidade no tempo das erupções. Esses são raros exemplos geológicos do mundo que expõem estruturas subvulcânica. Por outro lado, o mito do vulcão ainda continua em nível popular, especialmente em grupos de promoções turísticas.

## Localização
A localidade em questão está presente no município de Nova Iguaçu, a cerca de 35 km ao oeste-noroeste da cidade do Rio de Janeiro, Brasil. No flanco nordeste do maciço Mendanha, a cerca de 2 km ao sul-sudeste da Estação Nova Iguaçu de trem, ocorre um vale de forma de ferradura aberto ao norte. Sua cabeceira tem forma semi-arredondada, aproximadamente 700 m segundo E-W, 800 m segundo N-S, com profundidade de 180 m, cujo centro situa-se em S22°46’25", W43°28’5". Ao longo dessa área, ocorrem picos de altitude superior a 400 m, tais como Pedra da Contenda, Pedra Austral, Pedra do Confeito e Pico do Contento. Esses picos expõem rochas compostas de agregação de fragmentos, denominadas rochas piroclásticas, que são originadas de explosões vulcânicas.

## Proposta da hipótese do Vulcão de Nova Iguaçu
A hipótese do Vulcão de Nova Iguaçu foi proposta por geólogos Viktor Carvalho Klein e André Calixto Vieira em 1980 , baseada na ocorrência de rochas piroclásticas, inclusive bomba vulcânica, considerando as rochas piroclásticos como depósitos de fluxo piroclástico que constituem um "completo edifício vulcânico extraordinariamente bem preservado". Foi concluída com base nesses trabalhos, uma tese de doutorado. A bomba de crosta-de-pão foi um destaque dos trabalhos de Klein e seus co-autores. Foi apresentada, também, uma cartilha de guia para excursão geológica. Entretanto, as opiniões acima citadas não foram publicadas em periódicos científicos, portanto a hipótese do Vulcão de Nova Iguaçu não chegou a transformar em uma teoria científica aceita nas comunidades acadêmicas.

## Desenvolvimento posterior
No início do século XXI, foram realizados os estudos geológicos relativos à hipótese do Vulcão de Nova Iguaçu por um outro grupo de pesquisa, composto dos geólogos de múltiplas instituições, tais com Mauro Geraldes, Ana Maria Netto, Diana Ragatky e Lílian Silveira da Universidade do Estado do Rio de Janeiro (UERJ), Sergio Valente da Universidade Federal Rural do Rio de Janeiro (UFRRJ), Edson Mello da Universidade Federal do Rio de Janeiro (UFRJ) e Felipe Medeiros, e André Ghizi do Departamento de Recursos Minerais do estado do Rio de Janeiro (DRM-RJ), etc. Os membros deste grupo propuseram a presença da cratera vulcânica, o que era comentada oralmente por Vieira.

## Divulgação científica
Em 2004, o DRM-RJ começou uma campanha de divulgação científica da geologia de Nova Iguaçu, com atenção especial do Parque Municipal, com o objetivo de transformação da linguagem científica em popular. Como uma parte do projeto "Caminhos Geológicos", foram instaladas placas explicativas da geologia local em pontos estratégicos da hipótese do vulcão. As mesmas matérias estão expostas na homepage do DRM-RJ. Essas informações, especialmente a cratera vulcânica, foram bem recebidos por os grupos de promoções turísticos, sendo que, o vulcão com a cratera começou a ser acreditada pelo público em geral.

## Fenômenos sociais
A partir de 2004, a mídia como a Rede Globo  e a Folha de S.Paulo divulgaram a hipótese do Vulcão de Nova Iguaçu, com base na entrevista de um geólogo idealizador do vulcão. As entrevistas afirmaram que a estrutura geológica de Nova Iguaçu é o "único vulcão existente do Brasil" com "nítida morfologia da cratera" vulcânica e do cone vulcânico. Paralelamente, foram realizadas as palestras em CREA-RJ e DRM-RJ. Os conteúdos foram retransmitidos por fontes não científicas, tais como a homepage da Prefeitura Municipal de Nova Iguaçu, da Prefeitura de Mesquita, o município vizinho, Wikipedia Nova Iguaçu, Wikipedia Turismo em Nova Iguaçu e Wikipedia Mendanha. Sob essa influência, o Topshopping Nova Iguaçu realizou a Exposição Vulcão. Tribunal da Conta do Estado do Rio de Janeiro declarou a suposta cratera vulcânica como uma atração turística natural de Nova Iguaçu e de Mesquita. Essas fontes não acadêmicas tinham um interesse especial da cratera vulcânica, comentando o período eruptivo extremamente longo, iniciando-se há 72 milhões de anos e terminando há 40 milhões de anos. Entretanto, essas idades não têm sustentação por datações geocronológicas, sendo controversas com o trabalho de Smith e seus co-autores, que foi publicado em 2001.
No início do ano 2005, a Folha de S.Paulo divulgou que a mineração da Pedreira Vigné estaria destruindo o único vulcão intacto no país, devastando a nítida morfologia da cratera. Essa informação foi reproduzida imediatamente por CPRM, MTC, SBPC, FUNDEP, FAPERJ e Prefeitura Municipal de Nova Iguaçu. Foi entregue ao Ministério Público, uma denúncia do mesmo conteúdo requerendo a interdição da pedreira. Este processo motivou a realização do projeto TAC (instrumento dos termos de ajustamento de conduta aplicados a empreendimentos minerais no estado do Rio de Janeiro). O relatório final escrito por Valente e seus co-autores em 2005 afirmou presença do edifício vulcânico, porém negou a cratera vulcânica, recomendando a reabertura da mineração com escala reduzida.
Nesta época, a hipótese do Vulcão de Nova Iguaçu expandiu, tornando-se um fenômeno social e, foram realizados diversos eventos de atividades turísticas, comerciais, artísticas, administrativas e educativas. Esses todos foram baseados na crença incondicional da hipótese do vulcão extinto com a cratera vulcânica como se fosse uma teoria cientificamente estabelecida. A educação ambiental foi um grande destaque regional. Na cidade de Nova Iguaçu, apareceram as placas sinalizadoras de transito que indicam o vulcão. Ocorreu a tentativa de registrar o Parque Municipal de Nova Iguaçu à UNESCO como "Geoparque do Vulcão de Nova Iguaçu". As apresentações em eventos científicos 
e a homepage do DRM-RJ  chamaram desde já o Parque Municipal como o Geoparque. Certos jornais, tais como Clipping UERJ, UERJ em Dia, Jornal do Brasil, Jornal Saber Ciência, 2005 e Gaspet SC, informaram com base na entrevistas de um outro geólogo idealizador do vulcão que a UERJ está pesquisando junto com o Petrobrás as jazidas do petróleo através do Vulcão de Nova Iguaçu, investindo um milhão de dólares em dois anos.

## Novas pesquisas científicas
Ao contrário do ardente fenômeno social, as comunidades científicas mantiveram uma atitude prudente. Os artigos a favor da hipótese do Vulcão de Nova Iguaçu não foram publicados em periódico científico qualificados. Além disso, surgia a opinião contra à hipótese do vulcão desde a época auge do fenômeno social. O grupo de geólogos Akihisa Motoki, Rodrigo Soares, Marcela Lobato e Giannis Petrakis da UERJ, Susanna Sichel da UFF, José Ribeiro Aires do Petrobrás, Ana Maria Netto da UFRJ, apresentaram que a geologia e a morfologia de Nova Iguaçu são incompatíveis com o modelo do vulcão. O argumento principal foi a rocha constituinte principal do maciço Mendanha, álcali sienito e nefelina sienito, que são rochas plutônicas formadas por resfriamento magmático por quilômetros de profundidade. Esta profundidade é incompatível com o modelo do vulcão. A opinião foi publicada, marcando o primeiro artigo científico da geologia de Nova Iguaçu.

## Discussões geológicas
A partir de 2006, a hipótese do Vulcão de Nova Iguaçu foi discutida em eventos e artigos científicos. Os pontos principais de disputa foram: 1) cratera vulcânica; 2) cone vulcânico; 3) bomba vulcânica; 4) derrame de lava; 5) fluxo piroclástico; 6) nível de denudação regional.

### Cratera vulcânica
A cratera vulcânica é definida geologicamente como sendo uma morfologia negativa circular formada por erupção explosiva. A explosão vulcânica forma brecha com grandes clastos angulosos, que se encontra ao redor da cratera, denominada "brecha de explosão". Segundo a homepage do DRM-RJ, a cratera situar-se-ia no vale de forma de ferradura aberta ao norte localizado cerca de 2 km ao sul da zona urbana. Vieira e Klein em 2004  apresentaram o perfil segundo a direção norte-sul da suposta cratera, demonstrando o cone vulcânico proeminente. Entretanto, o mapa topográfico da área indica inexistência de tais características morfológicas. A parede interna do vale não é sub-vertical, mas de ângulo suave de 15 a 20º, sendo comparável com os taludes formados pela erosão. Klein e Vieira inferiram que a localidade da suposta cratera esteja constituída por aglomerado vulcânico, a brecha vulcânica com grandes clastos.
Entretanto, os trabalhos de Valente em 2005 e Motoki em 2007 revelaram que a rocha aí presente é traquito de textura maciça. Esta observação geológica demonstra inexistência da cratera vulcânica em Nova Iguaçu.

### Cone vulcânico
O cone vulcânico corresponde à morfologia positiva de forma cônica originada de acumulação de materiais eruptivos sólidos. Vieira e Klein em 2004  apresentaram uma ilustração do cone vulcânico de 1.7 km de diâmetro na base, 250 m de altura relativa e 27º de ângulo do flanco. Sendo assim, o cone destacar-se-ia proeminentemente no flanco nordeste do maciço Mendanha, sendo reconhecido a partir da cidade de Nova Iguaçu, Mesquita, Nilópolis e Duque de Caxias, o que, entretanto, não ocorre. O mapa topográfico e  imagens de satélite também não constam.

### Bomba vulcânica

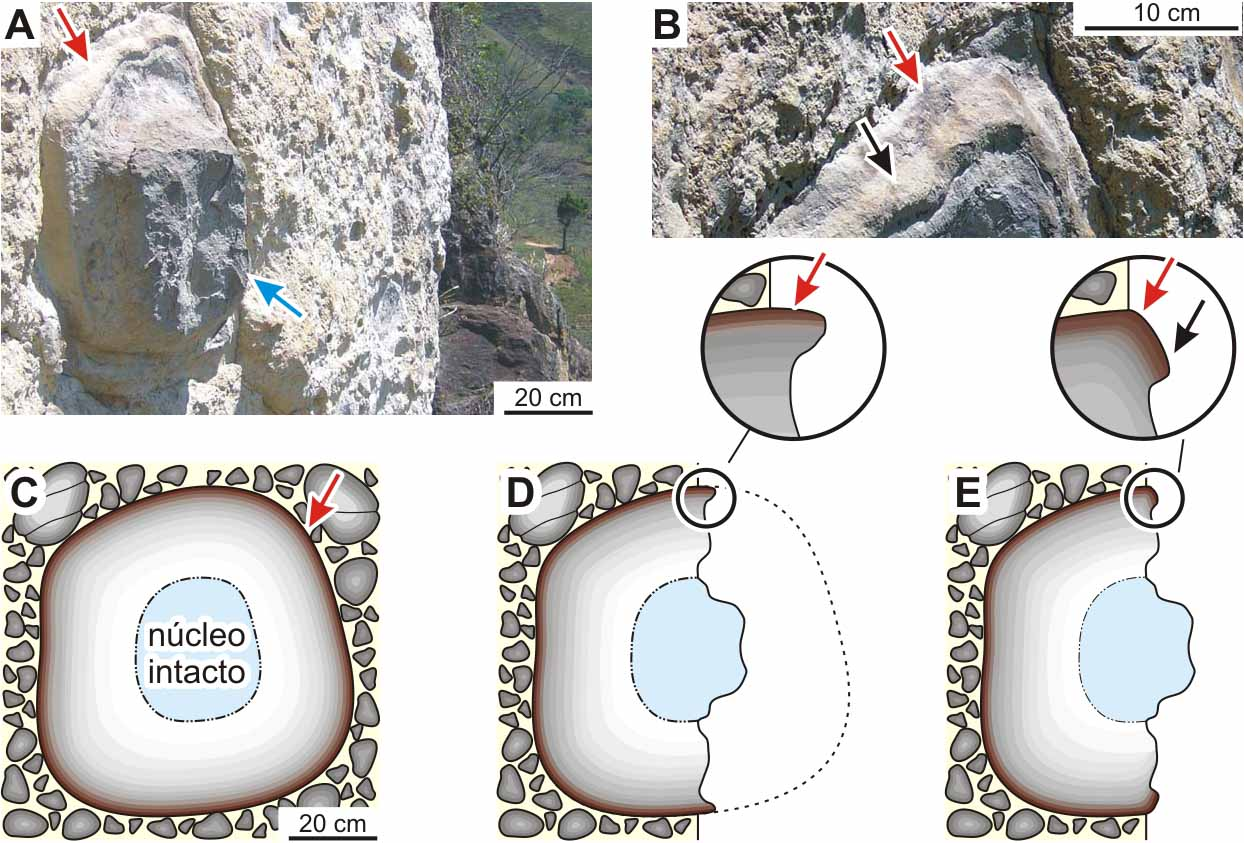
Um clasto grande incluído no aglomerado vulcânico em Klein-Klappe, Nova Iguaçu. A existência do núcleo intacto maciço de trachito é incompatível com o modelo de bomba vulcânica

A bomba vulcânica é um tipo de fragmento essencial, ou seja originado de uma gota do magma, lançado a partir da cratera vulcânica em estado semi-sólido sendo altamente viscoso. Portanto, observam-se indícios de vesiculação, expansão volumétrica e deformação plástica. No caso do magma de alta viscosidade, tais como magma do andesito e dacito, a superfície consolidada do clasto se rompe por vesiculação e conseqüente expansão volumétrica. Tal bomba é denominada bomba de crosta-de-pão. O grupo de pesquisa de Valente em 2005  apresentou que mais de 50% dos clastos presentes no aglomerado vulcânico da Pedra de Contenda são bombas vulcânicas. O grupo de Klein comentou possível presença de bomba de crosta-de-pão. Entretanto, o grupo de Motoki em 2007 revelou que esses clastos não são porosos, mas sim, compostos de traquito maciço.
 Além disso, não há indícios de deformação plástica. A superfície alterada dos clastos com aparência porosa é atribuída à feição originada de intemperismo, denominada estrutura pseudovesicular. Portanto, conclui-se que não há bomba vulcânica em Nova Iguaçu.

### Derrame de lava
Os grupos de pesquisa de Geraldes 
e de Valente  interpretaram o traquito desta área como constituinte de derrames de lava que cobriu a superfície erosiva da rocha sienítica. Sendo assim, o traquito deveria ser mais jovem do que o sienito. Entretanto, as observações no campo dos afloramentos de contato demonstram que o traquito é intrusivo no embasamento metamórfico é intrudido pelo sienito, formando um corpo intrusivo mais antigo do que o sienito. Os trabalhos acima citados consideraram que o traquito fosse distribuído somente ao longo do vale da suposta cratera, com extensão horizontal de 2 km e espessura inferior a 100 m. Entretanto, este corpo tem a extensão horizontal muito maior, em torno de 15 km, e ocorre desde o sopé até o topo do maciço Mendanha com diferença de altitude de 800 m. Valente e seis co-autores  em 2005, mostrou as ocorrências isoladas de fraturas hexagonais, com o diâmetro de 30 cm, como uma prova do derrame de lava traquítica. Entretanto, o traquito em geral tem textura maciça, não havendo feições características de derrame de lava e domo de lava. As disjunções hexagonais foram identificadas como disjunções colunares horizontais de diques traquíticos. Essas observações geológicas indicam que o traquito é constituinte do um corpo intrusivo mais antigo do magmatismo alcalino félsico desta área, sendo impossível para ser os derrames de lava que cobrem o sienito.

### Fluxo piroclástico

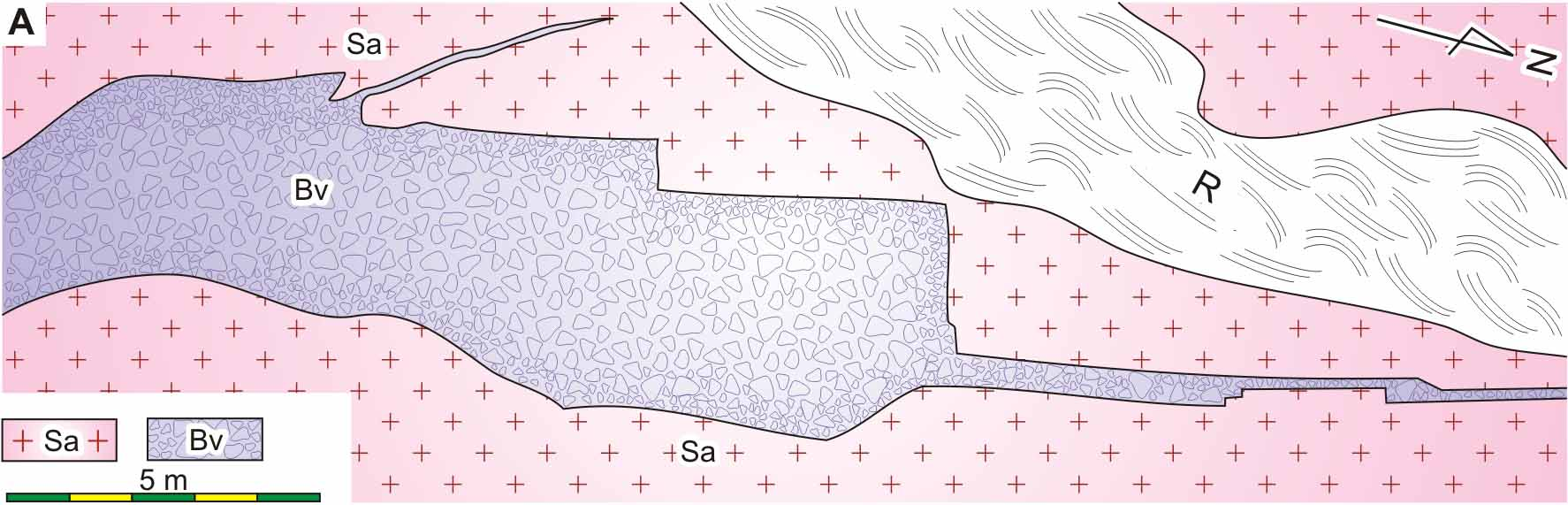
Esquema de observação geológica do dique piroclástico do Poço das Cobras, Parque Municipal de Nova Iguaçu: Sa) álcali sienito; Bv) Brecha vulcânica; R) Córrego do Rio Dona Eugênia

A maioria dos trabalhos apresentado antes de 2006 

interpretaram as rochas piroclásticas que ocorre na Pedra da Contenda e seus arredores como constituintes de fluxo piroclástico. Esses autores apontaram a estrutura acamada como um importante argumento. Entretanto, o grau de desenvolvimento e continuidade é muito baixo, sendo incompatíveis com os perfis de um fluxo piroclástico. Por outro lado, as rochas piroclásticas presentes ao longo do Rio Dona Eugênia ocorrem como diques piroclásticos de largura métrica, apresentando posicionamento geológico subterrâneo como condutos e fissuras subvulcânicas. Se as rochas piroclásticas fossem de fluxos piroclásticos, os depósitos deveriam estar presentes em uma ampla área da Baixada Fluminense, tais como Mesquita, Nilópolis, Nova Iguaçu e Duque de Caxias. Os depósitos piroclásticos soldados são resistentes à erosão, portanto facilmente identificados. Entretanto, não se encontram tais depósitos vulcânicas na Baixada Fluminense. Este fato confirma que as rochas piroclásticas não são formadoras de fluxos piroclásticos.

### Idade do magmatismo

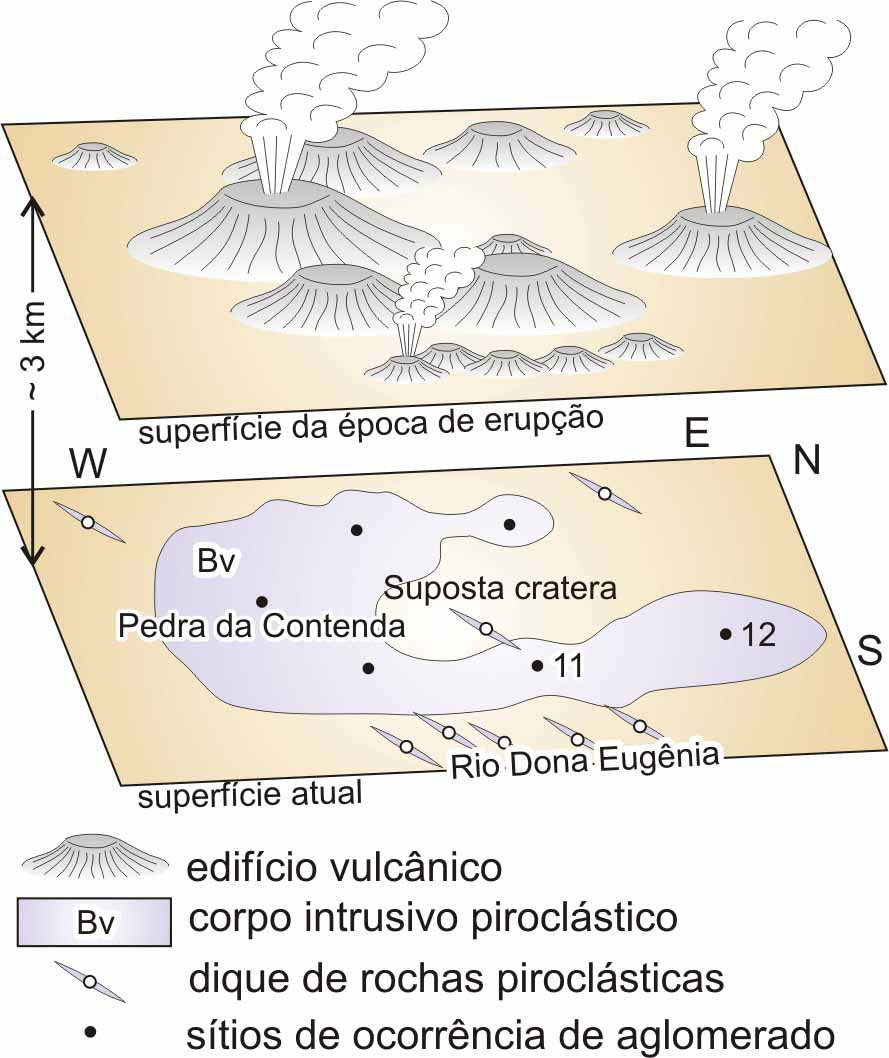
Modelo geológico atual do Parque Municipal de Nova Iguaçu

A idade do magmatismo foi estimado primeiramente pela datação geocronológica pelo método K-Ar para o sienito por Sonoki e Garda em 1988 como sendo de há 75 milhões anos. Entretanto, as datações recentes por um método mais confiável, Ar-Ar a laser-spot, realizadas por Smith e os co-autores em 2001, indicaram as idades de 67±1.5 e 61±0.2 milhões de anos. As datações Ar-Ar a laser-spot realizadas em 2006 por Valente e outros para rochas, sienito, traquito e lambrófiro, diferentes indicam idades próximas em torno de há 59 milhões anos. As idades próximas para as três rochas são incompatíveis com o modelo do vulcão. Portanto, estima-se que o magmatismo, inclusive as erupções vulcânicas, ocorreram há cerca de 60 milhões de anos. Por outro lado, certas fontes não acadêmicas  divulgaram a idade de última erupção como sendo de 42 milhões, porém o fundamento científico desta idade não foi indicado.

### Pesquisas geomorfológicas
Ao entrar no ano 2008, as publicações científicas em periódicos geológicos apresentaram novas evidências que apóia a inexistência do vulcão de Nova Iguaçu. Conforme a opinião anterior, o Vulcão de Nova Iguaçu teria cerca de 1.7 km de diâmetro na base, 250 m de altura relativa e 27º de ângulo do flanco. Entretanto, as pesquisas geomorfológicas com base na técnica de seppômen demonstraram que não há a morfologia compatível com o modelo de edifício vulcânico, não somente na localidade do suposto Vulcão de Nova Iguaçu, como também, em qualquer lugar dentro do maciço Mendanha. Não se observam também as morfologias indicativas de domo de lava, fluxo de lava e fluxo piroclástico.

### Forma e tamanho dos clastos
Os clastos de lapilli, brecha e aglomerados vulcânicas têm formas semi-arredondada e tamanho muito variável, sendo incompatíveis com materiais eruptivos depositados na superfície da Terra. Não há seleção granulométrica de clastos e acamamento vulcânico de grande continuidade. Ocorrem co-existência de clastos de tamanho 50 cm e milimétrico nos mesmos afloramentos. As formas e os tamanhos dos clastos de brecha de Nova Iguaçu são similares a lag breccia e brecha de preenchimento de condutos vulcânicos, que são discordantes com a hipótese do Vulcão de Nova Iguaçu.

### Conclusões científicas atuais
As pesquisas geológicas nos últimos anos e discussões científicas entre os grupos a favor e contra a hipótese do Vulcão de Nova Iguaçu estão chegando uma conclusão. As publicações recentes nas comunidades acadêmicas  vêm esclarecendo a inexistência da cratera, cone, bomba, lava e fluxo piroclástico, apontando os problemas dos modelos propostos pelos trabalhos anteriores um por um. As pesquisas geomorfológicas também comprovaram a inexistência do suposto edifício vulcânico. Diante a nova situação, os grupos que eram a favor da hipótese do vulcão estão mantendo silêncio. Até o presente, não há publicação em periódicos científicos a favor da hipótese do vulcão, porém existem 5 publicações de conteúdos vulcanológicos com a opinião contra a hipótese do vulcão. Os estudos geológicos de Nova Iguaçu estão chegando a um novo paradigma: Houve erupções vulcânicos nesta área há cerca de 60 milhões de anos, porém não há mais o edifício vulcânico preservado. Os edifícios vulcânicos e depósitos eruptivos que estavam presente tinham sido elimiados completamente pelo soerguimento regional e conseqüente denudação nos últimos 60 milhões de anos. Isto é, não existe o Vulcão de Nova Iguaçu. A exposição atual corresponde à estrutura subvulcânica de 3 km de profundidade da época de erupções.

## Serra do Vulcão e Vulcão de Nova Iguaçu

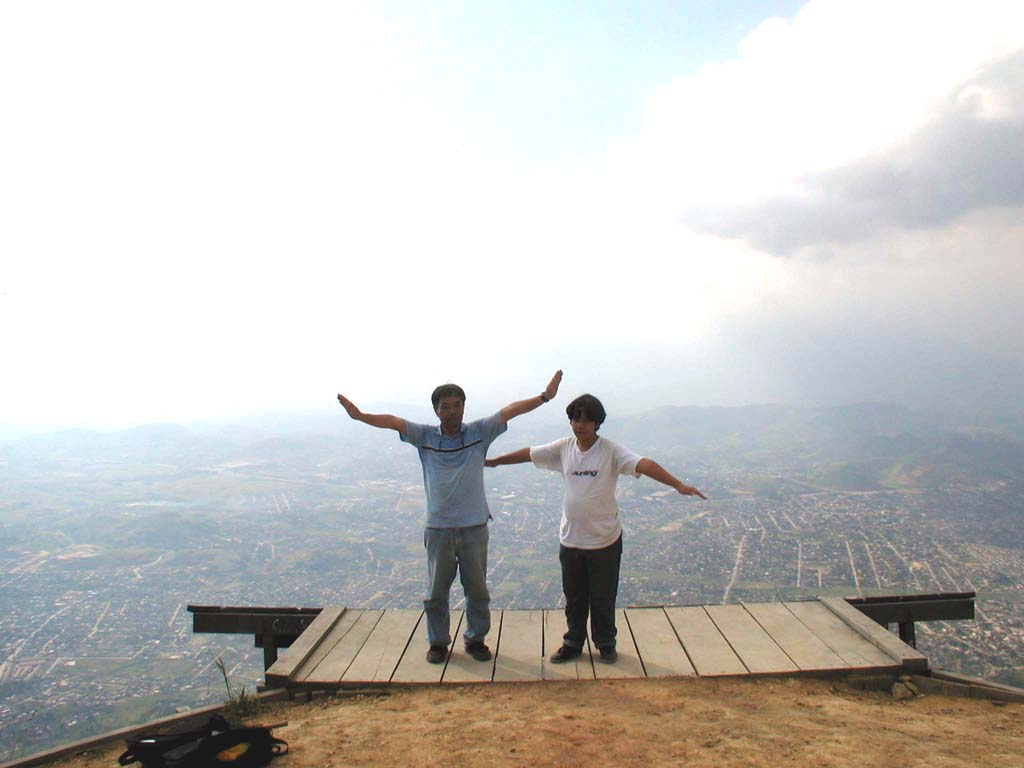
Rampa de asa delta da Serra do Vulcão, foto em 13 de abril de 2006

Há uma confusão generalizada nas páginas de Internet entre "Serra do Vulcão" e "Vulcão de Nova Iguaçu". Esses são duas localidades distintas. A Serra do Vulcão é conhecida pela rampa de vôo livre e é situada na proximidade de Cabuçu, S22º47.07', W43º30.05', 885 m de altitude, cerca de 3.7 km ao oeste do suposto edifício vulcânico. A Serra do Vulcão é um nome de fantasia, não havendo relação com as atividades vulcânicas em questão. Este ponto é conhecido equivocadamente como a suposta cratera do Vulcão de Nova Iguaçu, ao sul de Nova Iguaçu, S26°46’25", W43°28’5", 240 m de altitude.

## Entre a ciência e o mito
Conforme a explicação anterior, no momento do ano 2009 as pesquisas científicas apresentam a conclusão contra a hipótese do vulcão. Não há edifício vulcânico chamado de "Vulcão de Nova Iguaçu". A estrutura geológica atualmente exposta corresponde aos corpos intrusivos subvulcânicos. A partir de 2006, a mídia não está mais divulgando a hipótese do vulcão e o fenômeno social está abaixando na sua intensidade. Os grupos dos geólogos que estava a favor da hipótese de vulcão estão atualmente inativos tanto em pesquisas científicas quanto em atividades sociais. De acordo com a nova opinião científica, a geologia do Parque Municipal de Nova Iguaçu corresponde a um raro exemplo mundial da exposição de estrutura subterrânea na superfície atual, portanto o seu valor científico é internacional, sendo muito mais importante do que o próprio vulcão. Até 2006, o projeto de tombamento de pontos de importância geológica como patrimônios científicos no Parque Municipal de Nova Iguaçu era baseada na hipótese do vulcão. Entretanto, a partir de 2007 o projeto está mudando o seu rumo conforme o novo avanço da ciência geológica da região de Nova Iguaçu. Apesar da existência da placa indicativa de "Geoparque" no Parque Municipal, o movimento para o registro como Geoparque à UNESCO não continuou. Por outro lado, o mito do vulcão ainda continua pelo forte desejo popular, especialmente em grupos de promoções de turismo natural, independentemente dos resultados de pesquisas científicas.

### Demais fontes citadas
- Clipping UERJ. 2005. Pesquisa da UERJ pode descobrir novas jazidas de petróleo. Entrevista do geólogo Mauro Geraldes. Rio de Janeiro, Universidade do Estado do Rio de Janeiro.
- CPRM. 2005. Pedreira destrói único vulcão intacto do país. Entrevista do Geólogo André Calixto Vieira. ASSCOM, Boletim 001/2005, Companhia Brasileira de Prospecção Mineral. Rio de Janeiro. 3 de janeiro, 2005.
- CREA-RJ. 2005. Entrevista do Geólogo André Calixto Vieira. Jornal CREA-RJ, edição 19, 2005. Rio de Janeiro.
- Folha de S.Paulo. 2005. Pedreira destrói único vulcão intacto do país. Sérgio Torres entrevistando o geólogo André Calixto Vieira.
- Gaspet SC. 2005. UERJ pesquisa jazida em vulcão de Nova Iguaçu. Programa da indústria catarinense fornecedora de bens e serviços para o setor de petróleo e gás natural. Entrevista do geólogo Mauro Geraldes, Gaspet. 2005. http://www.gaspet.com.br/retornonot.asp?iNoticia=1992&iTipo=1&page=1&idioma=1. (O artigo foi retirado)
- Geraldes, M.C. 2006a. Educadores para a gestão ambiental: um projeto em aflabeticação ecológica para o Geoparque do Vulcão de Nova Iguaçu. 17º UERJ sem Muros, Rio de Janeiro, UERJ, Painel 54.
- Klein, V.C. 1993. O Vulcão Alcalino de Nova Iguaçu (Estado do Rio de Janeiro): Controle Estrutural e Processo de Erupção. Universidade Federal do Rio de Janeiro, Rio de Janeiro. Tese de doutorado. (inédito).
- Prefeitura Municipal de Mesquita. 2004. Homepage da Prefeitura Municipal de Mesquita, RJ. https://web.archive.org/web/20070303094543/http://www.mesquita.rj.gov.br/semuam-p.htm, 2004. Acesso: 31 de dezembro de 2005. (O artigo foi retirado)
- Prefeitura Municipal de Nova Iguaçu. 2004. Parque Municipal de Nova Iguaçu. Homepage da Prefeitura Municipal de Nova Iguaçu, RJ. http://www.abeunet.com.br/~midia/pmni/index_parque.htm, 2004. Acesso: 15 de junho de 2004. (O artigo foi retirado)
- Silveira, L.S.S. 2006. Petrogênese das suítes alcalinas da porção oriental do Complexo Vulcânico de Nova Iguaçu, RJ. Dissertação de Mestrado, Faculdade de Geologia, Universidade do Estado do Rio de Janeiro, 75p. (inédito)
- Sonoki, I.K., Garda, G.M. 1988. Idades K-Ar de rochas alcalinas do Brasil Meridional e Paraguai Oriental: compilação e adaptação as novas constantes de decaimento. Boletim IG-USP, Série Científica, 19, 63-85.
- Topshopping Nova Iguaçu. 2004. Exposição Vulcão. Homepage de Topshopping Nova Iguaçu. http://www.topshopping.com.br/aconteceu.htm, Aceso: 15 de junho de 2004. (O artigo foi retirado)